# 신동관
신동관(申東寛, 1926년 9월 2일~2018년 4월 29일)은 대한민국의 군인 출신 체육인, 정치인이다. 대한민국의 제8·9·10대 국회의원을 역임했다. 본관은 본관은 평산(平山), 호는 청남(靑南)이다.

## 학력
- 중현국민학교 졸업
- 조선전기공업학교 졸업
- 1951년 대한민국 육군보병학교 졸업
- 1955년 미국 육군보병학교 졸업
- 1963년 국민대학교 법학과 졸업
- 1966년 연세대학교 경영대학원 수료
- 1970년 한양대학교 대학원 정치과 수료
- 1982년 일본 교토대학교 수학학과 졸업

## 경력
- 1961년 최고회의 의장 경호과장
- 1963년 대령 예편
- 1963년 대통령경호실 경호처장
- 1969년 대통령경호실 경호차장
- 1971년 아마복싱연맹 회장
- 1972년 KOC 상임위원, 발명가협회 회장, 경영진단사협회 회장
- 1972년 청소년근로장학회 이사장
- 1974년 대한체육회 부회장 겸 선수강화위원회 위원장
- 1978년 아세아청년협의회 회장
- 1978년 국회 건설위원장 직무대리
- 1979년 민주공화당 정책위원회 건설위원장
- 1979년 민주공화당 원내부총무

## 역대 선거 결과
|  | 85.92% |

|  | 35.26% |

|  | 32.37% |

## 가족 관계
- 아버지: 신세철
- 어머니: 정태생
- 배우자: 이정림 (李貞林, 1937년 2월 1일 ~ 2021년 1월 31일)
  - 장녀: 신호정 (申好晶, 1957년 2월 17일 ~ )
  - 장남: 신주헌 (申株憲, 1959년 12월 20일 ~ )
  - 차남: 신상헌 (申尙憲, 1968년 2월 3일 ~ )